# Kenichi Yumoto
Kenichi Yumoto (湯元 健一, Yumoto Kenichi) est un lutteur japonais spécialiste de la lutte libre né le 4 décembre 1984 à Wakayama. Il est le frère jumeau de Shinichi Yumoto.

## Biographie
Lors des Jeux olympiques d'été de 2008, il remporte la médaille de bronze en combattant dans la catégorie des -60 kg. Il remporte également la médaille de bronze lors des Championnats du monde de 2011.